# Liste des îles du pays de Galles
Voici une liste des îles appartenant au pays de Galles, avec leur superficie en kilomètres carrés, leur localisation et leur nom gallois lorsqu'il diffère du nom le plus couramment utilisé.
| Nom                                        | Localisation        | Superficie |
| ------------------------------------------ | ------------------- | ---------- |
| Anglesey (Ynys Môn)                        | Anglesey            | 713,80     |
| Bardsey (Ynys Enlli)                       | Gwynedd             | 1,99       |
| Bishops and Clerks                         | Pembrokeshire       |            |
| Caldey (Ynys Bŷr)                          | Pembrokeshire       | 2,18       |
| Cardigan Island (Ynys Aberteifi)           | Ceredigion          | 0,15       |
| Carreg Ddu                                 | Gwynedd             |            |
| Church Island (Ynys Dysilio)               | Anglesey            | 0,01       |
| Craig yr Iwrch                             | Anglesey            |            |
| Cribinau                                   | Anglesey            |            |
| East Mouse (Ynys Amlwch)                   | Anglesey            |            |
| Emsger                                     | Pembrokeshire       |            |
| Flat Holm (Ynys Echni)                     | Cardiff             | 0,33       |
| Gateholm                                   | Pembrokeshire       |            |
| Grassholm (Ynys Gwales)                    | Pembrokeshire       | 0,09       |
| Holy                                       | Anglesey            | 39,44      |
| Midland Island                             | Pembrokeshire       |            |
| Middle Mouse (Ynys Badrig)                 | Anglesey            |            |
| Carreg yr Halen                            | Anglesey            |            |
| North Stack (Ynys Arw)                     | Anglesey            |            |
| Ramsey (Ynys Dewi)                         | Pembrokeshire       | 2,58       |
| St Catherine's Island (Ynys Catrin)        | Pembrokeshire       |            |
| St Margaret's Island (Ynys Farged)         | Pembrokeshire       |            |
| St Tudwal's Island East (Ynys Tudwal Fach) | St Tudwal's Islands |            |
| St Tudwal's Island West (Ynys Tudwal Fawr) | St Tudwal's Islands |            |
| Salt Island (Ynys yr Halen)                | Anglesey            |            |
| Sheep Island                               | Pembrokeshire       |            |
| Shell Island                               | Gwynedd             |            |
| Skerries (Ynysoedd y Moelrhoniaid)         | Anglesey            |            |
| Skokholm (Ynys Sgoc-holm)                  | Pembrokeshire       | 1,06       |
| Skomer (Ynys Sgomer)                       | Pembrokeshire       | 2,90       |
| South Stack (Ynys Lawd)                    | Anglesey            |            |
| Sully Island                               | Vale of Glamorgan   |            |
| Tusker Rock                                | Vale of Glamorgan   |            |
| West Mouse (Maen y Bugail)                 | Anglesey            |            |
| Ynys Bery                                  | Pembrokeshire       |            |
| Ynys Cantwr                                | Pembrokeshire       | 0,02       |
| Ynys Castell                               | Anglesey            |            |
| Ynys Dulas                                 | Anglesey            |            |
| Ynys Eilun et Pont yr Eilun                | Pembrokeshire       | 0,02       |
| Ynys Faelog                                | Anglesey            | 0,02       |
| Ynys Feurig                                | Anglesey            |            |
| Ynys Gaint                                 | Anglesey            | 0,04       |
| Ynys Gifftan                               | Gwynedd             | 0,07       |
| Ynys Gored Goch                            | Anglesey            |            |
| Ynys Gwelltog                              | Pembrokeshire       |            |
| Ynys Lanwol                                | Swansea             | 0,06       |
| Ynys Llanddwyn                             | Anglesey            |            |
| Ynys Lochtyn                               | Ceredigion          |            |
| Ynys Moelfre                               | Anglesey            | 0,02       |
| Ynys Seiriol                               | Anglesey            | 0,28       |
| Ynys Tobig                                 | Anglesey            |            |
| Ynys Weiliog                               | Anglesey            |            |
| Ynys y Bîg                                 | Anglesey            |            |